# Ecnomiohyla
Az Ecnomiohyla  a kétéltűek (Amphibia) osztályába és  a békák (Anura) rendjébe a levelibéka-félék (Hylidae) családjába és a Hylinae alcsaládba tartozó nem. Egy nemrégen történt felülvizsgálat eredményeképpen a Hyla nem tíz faja ebbe a családba került át, majd két később felfedezett fajjal egészült ki (E. rabborum és E. sukia).
Az Ecnomiohyla név az ógörög ecnomios („csodálatos”, „szokatlan”) szóból és Héraklész fegyverhordózójának, Hülasznak a nevéből ered. Az Ecnomiohyla nembe tartozó fajok egyedeinek mérete a közepestől a nagyon nagy testűig terjed; jellegzetességük a végtagjaik külső részén húzódó csipkézett szegély, valamint a viszonylag nagy méretű fej és lábfej. Természetes élőhelyük Mexikó déli részétől Közép-Amerikán át egészen Kolumbiáig terjedő nedves magashegyi erdőségek lombkoronája. Úszóhártyás kezük és lábuk segítségével képesek a levegőben való siklásra.
A nembe jelenleg 12 faj tartozik, bár több szerző felvetette, hogy lehetséges, hogy az E. tuberculosa nem ebbe a nembe tartozik.

## Rendszerezés
A nembe az alábbi 12 faj tartozik:
- Ecnomiohyla bailarina Batista, Hertz, Mebert, Köhler, Lotzkat, Ponce & Vesely, 2014
- Ecnomiohyla echinata (Duellman, 1961)
- Ecnomiohyla fimbrimembra (Taylor, 1948)
- Ecnomiohyla miliaria (Cope, 1886)
- Ecnomiohyla minera (Wilson, McCranie & Williams, 1985)
- Ecnomiohyla phantasmagoria (Dunn, 1943)
- Ecnomiohyla rabborum Mendelson, Savage, Griffith, Ross, Kubicki & Gagliardo, 2008
- Ecnomiohyla salvaje (Wilson, McCranie & Williams, 1985)
- Ecnomiohyla sukia Savage & Kubicki, 2010
- Ecnomiohyla thysanota (Duellman, 1966)
- Ecnomiohyla tuberculosa (Boulenger, 1882)
- Ecnomiohyla valancifer (Firschein & Smith, 1956)